# مارلون جوردن
مارلون جوردن (بالإنجليزية: Marlon Jordan)‏ هو قائد فرقة ‏ وملحن أمريكي، ولد في 21 أغسطس 1970 في نيو أورلينز في الولايات المتحدة.

## وصلات خارجية
- الموقع الرسمي
- مارلون جوردن على موقع IMDb (الإنجليزية)
- مارلون جوردن على موقع ميوزك برينز (الإنجليزية)
- مارلون جوردن على موقع أول ميوزيك (الإنجليزية)
- مارلون جوردن على موقع ديسكوغز (الإنجليزية)